# On the Internet, nobody knows you're a dog
On the Internet, nobody knows you're a dog (Engels voor op het internet weet niemand dat je een hond bent) is een spreuk over anonimiteit op het internet. De spreuk is afkomstig uit een gelijknamige cartoon van Peter Steiner, die op 5 juli 1993 voor het eerst verscheen in The New Yorker.
De cartoon toont hoe een grotere hond aan een bureau zit met daarop een computer. Aan een kleinere hond op de grond legt deze hond voor dat niemand op het internet weet dat de internetgebruiker een hond is. Het illustreert hoe anonimiteit en privacy werken op het internet: gebruikers weten van elkaar niet wie (of wat) ze in werkelijkheid zijn.
Op het internet wordt de cartoon vaak aangehaald door internetgebruikers onder elkaar en is daarmee een internetmeme geworden. De spreuk wordt soms aangepast en op een andere afbeelding geplaatst.
Steiner had in 2013 meer dan $200.000 verdiend aan reproducties van zijn cartoon.

## Geschiedenis
Steiner werkte sinds 1979 voor The New Yorker als cartoonist. Hoewel hij in 1993 over een internetaansluiting beschikte, gaf hij weinig om het internet. Het world wide web bestond al wel, maar werd nog niet veel gebruikt. Hij had slechts een koptekst nodig voor zijn cartoon en had destijds niet verwacht dat zijn spreuk en cartoon wereldwijd bekend zouden worden.